# Brun smygsångare
Brun smygsångare (Locustella luteoventris) är en asiatisk fågel i familjen gräsfåglar inom ordningen tättingar.

## Kännetecken

### Utseende
Brun smygsångare är en enhetligt brunfärgad 13,5 centimeter lång tätting. Ovansida, flanker, bröst- och halssidor är rödbruna medan resten av undersidan är silkesvit. På huvudet syns ett svagt rostbeige ögonbrynsstreck. Jämfört med exempelvis liknande rödbrun smygsångare (Locustella mandelli) saknar den vita spetsar på undre stjärtteckarna samt fläckar på strupe och bröst. Den har även en blekrosa nedre näbbhalva, medan rödbrun smygsångare har helsvart näbb.

### Läten
Sången är lågmäld, monoton och insektsliknande snabb: tututututututu.... Lätet är ett hårt "tak".

## Utbredning och systematik
Fågeln förekommer i Himalaya från östra Nepal till nordöstra Indien (Assam), sydöstra Tibet och sydvästra Kina, södra Myanmar och norra Thailand. Vissa beskriver den dock som utdöd i Nepal. Tillfälligt har arten påträffats i Bangladesh och Hongkong.

### Släktestillhörighet
Arten placerades tidigare i Bradypterus, men har liksom övriga asiatiska arter i släktet visat sig stå närmare Locustella och inkluderas numera däri.

### Familjetillhörighet
Gräsfåglarna behandlades tidigare som en del av den stora familjen sångare (Sylviidae). Genetiska studier har dock visat att sångarna inte är varandras närmaste släktingar. Istället är de en del av en klad som även omfattar timalior, lärkor, bulbyler, stjärtmesar och svalor. Idag delas därför Sylviidae upp i ett flertal familjer, däribland Locustellidae.

## Levnadssätt
Brun smygsångare är liksom många andra arter i släktet en mycket svårsedd fågel som håller till lågt i tät växtlighet. Fågeln hittas i 
gräs och buskage, på hyggen samt intill odlingsbygd på sluttningar mellan 2000 och 3000 meter över havet. Födan är inte känd i detalj mmen består av insekter. Fågeln antas vara stannfågel, men rör sig troligen till lägre nivåer vintertid.

## Status och hot
Arten har ett stort utbredningsområde och en stor population med stabil utveckling och tros inte vara utsatt för något substantiellt hot. Utifrån dessa kriterier kategoriserar internationella naturvårdsunionen IUCN arten som livskraftig (LC). Världspopulationen har inte uppskattats men den beskrivs som ovanlig till lokalt vanlig.